# Ian Kershaw
Ian Kershaw, född 29 april 1943 i Oldham, Lancashire, är en brittisk historiker. Han har bland annat författat en uppmärksammad tvåbandsbiografi över Adolf Hitler.
Kershaw adlades år 2002 för sina insatser inom historieforskningen.